# 理查德·杜马克
理查德·杜马克（德語：Richard Domke，1991年3月27日—），德国男子羽毛球運動員。

## 簡歷
2009年4月，理查德·杜马克代表德國出戰意大利米蘭舉行的歐洲青年羽毛球錦標賽，助國家隊贏得團體賽季軍。

## 主要比賽成績
只列出曾進入準決賽的國際賽事成績：
| 年份   | 賽事                     | 公開賽級別 | 項目     | 拍檔                | 成績   |
| ------ | ------------------------ | ---------- | -------- | ------------------- | ------ |
| 2009年 | 歐洲青年羽毛球錦標賽     | 其他       | 混合團體 | －                  | 季軍   |
| 2013年 | 希臘羽毛球國際賽         | 國際系列賽 | 男子單打 | －                  | 準決賽 |
| 2014年 | 歐洲男子羽毛球團體錦標賽 | 其他       | 男子團體 | －                  | 季軍   |
| 2016年 | 瑞士羽毛球國際賽         | 國際系列賽 | 男子雙打 | 约翰尼斯·皮斯托留斯 | 準決賽 |
| 2016年 | 瑞士羽毛球國際賽         | 國際系列賽 | 混合雙打 | 珍妮弗·卡诺特       | 準決賽 |

| 2007-2017年 | 首要超級賽 | 超級賽 | 黃金大獎賽 | 大獎賽 | 國際挑戰賽 | 國際系列賽 | 未來系列賽 | 其他 |

| 2018-2026年 | 總決賽 | 超級1000賽 | 超級750賽 | 超級500賽 | 超級300賽 | 超級100賽 | 國際挑戰賽 | 國際系列賽 | 未來系列賽 | 其他 |